# Sumbagrönduva
Sumbagrönduva (Treron teysmannii) är en fågel i familjen duvor inom ordningen duvfåglar.

## Utbredning
Den förekommer i lågland på Sumba (västra Små Sundaöarna).

## Status
IUCN kategoriserar arten som nära hotad.

## Namn
Fågelns vetenskapliga artnamn hedrar Johannes Elias Teijsmann (1808–1882), holländsk botaniker, upptäcktsresande i Ostindien samt kurator för Buitenzorgträdgårdarna på Java 1831–1869.